# Mosweu
Mosweu è un villaggio del Botswana situato nel distretto Centrale, sottodistretto di Serowe Palapye. Il villaggio, secondo il censimento del 2011, conta 397 abitanti.

## Località
Nel territorio del villaggio sono presenti le seguenti 2 località:
- Maipaafela di 53 abitanti,
- Mmamotlhotlhore di 2 abitanti